# Glycera branchiopoda
Glycera branchiopoda är en ringmaskart som beskrevs av Moore 1911. Glycera branchiopoda ingår i släktet Glycera och familjen Glyceridae. Inga underarter finns listade i Catalogue of Life.